# قرار مجلس الأمن التابع للأمم المتحدة رقم 1108
قرار مجلس الأمن التابع للأمم المتحدة 1108 ، الذي اتخذ بالإجماع في 22 مايو 1997 ، بعد إعادة تأكيد جميع القرارات السابقة بشأن الصحراء الغربية ، مدد مجلس الأمن ولاية بعثة الأمم المتحدة للاستفتاء في الصحراء الغربية حتى 30 سبتمبر 1997.

## وصلات خارجية
- Text of the Resolution at undocs.org